# Konstantin Alexejewitsch Tereschtschenko

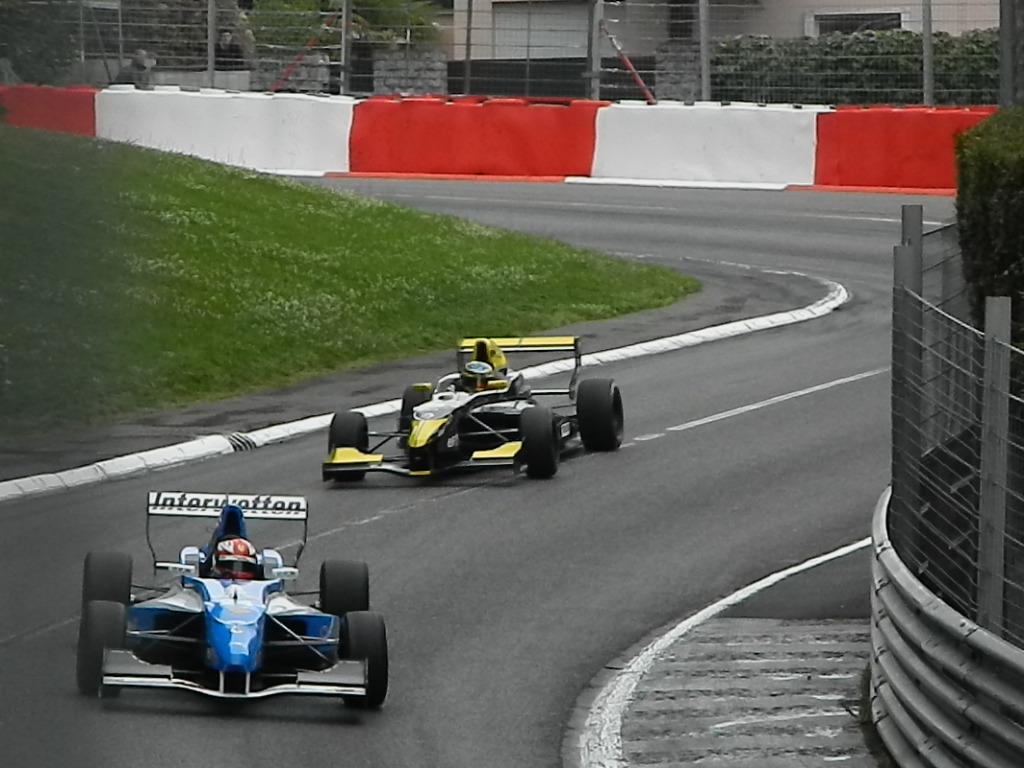
Konstantin Tereschtschenko in der Formel Renault in Pau 2012

Konstantin Alexejewitsch Tereschtschenko [kɐnstɐntʲiˈn ɐlʲɪˈksʲejɪvʲɪtɕ tɨrʲeˈɕːɨnkɐ], auch Konstantin Tereshchenko (russisch Константи́н Алексе́евич Тере́щенко; * 17. Juni 1994 in Moskau) ist ein russischer Automobilrennfahrer. Er nahm von 2014 bis 2016 an der GP3-Serie teil.

## Karriere
Tereschtschenko begann seine Motorsportkarriere 2009 im Kartsport, in dem er bis 2011 aktiv war. 2012 wechselte er in den Formelsport und ging für Interwetten Racing in der alpinen Formel Renault an den Start. Er blieb ohne Punkte und beendete die Saison auf dem 32. Gesamtrang. Im Formel Renault 2.0 Eurocup trat er zu drei Veranstaltungen an. Eine absolvierte er für EPIC Racing, zwei für Interwetten Racing. In der Fahrerwertung wurde er 44. 2013 blieb Tereschtschenko bei Interwetten Racing. In der alpinen Formel Renault verbesserte er sich mit zwei fünften Plätzen als beste Resultate auf den 15. Platz im Gesamtklassement. Im Formel Renault 2.0 Eurocup startete er zu den ersten sechs Rennen und erreichte den 33. Gesamtrang.
2014 wechselte Tereschtschenko zu Campos Racing in die Euroformula Open. Mit einem dritten Platz erreichte er eine Podest-Platzierung und wurde Sechster in der Fahrerwertung. Mit 75 zu 242 Punkten unterlag er intern Alex Palou. Außerdem debütierte Tereschtschenko 2014 für Trident Racing in der GP3-Serie und nahm an der Veranstaltung in Spa-Francorchamps teil. Dabei hatte er einen schweren Unfall im Training. Er wurde von einem Kerb in die Luft gehebelt, überschlug sich und das Auto fing Feuer. Tereschtschenko blieb unverletzt, trat aber nicht zu den Rennen an. Darüber hinaus absolvierte er Gaststarts im deutschen Formel-3-Cup für ADM Motorsport. 2015 blieb Tereschtschenko bei Campos Racing in der Euroformula Open. Er gewann sechs Rennen und wurde mit 286 zu 291 Punkten Gesamtzweiter hinter Vitor Baptista. Darüber hinaus nahm er für Campos an drei Rennwochenenden der GP3-Serie 2015 teil.
Nach zwei Jahren mit einzelnen Einsätzen war Tereschtschenko 2016 bei Campos Racing Vollzeitpilot in der GP3-Serie. Mit einem sechsten Platz als bestem Resultat erreichte er in der Fahrerwertung den 19. Platz.

## Statistik

### Karrierestationen
| - 2009–2011: Kartsport - 2012: Formel Renault 2.0 Eurocup (Platz 44) - 2012: Alpine Formel Renault (Platz 32) - 2013: Formel Renault 2.0 Eurocup (Platz 33) | - 2013: Alpine Formel Renault (Platz 15) - 2014: Euroformula Open (Platz 6) - 2014: GP3-Serie - 2015: Euroformula Open (Platz 2) | - 2015: GP3-Serie (Platz 29) - 2016: GP3-Serie (Platz 19) - 2017: World Series Formel V8 3.5 (Platz 8) |

### Einzelergebnisse in der GP3-Serie
| Jahr | Team           | 1   | 2   | 3   | 4   | 5   | 6   | 7   | 8   | 9   | 10  | 11  | 12  | 13  | 14  | 15  | 16  | 17  | 18  | Punkte | Rang |
| ---- | -------------- | --- | --- | --- | --- | --- | --- | --- | --- | --- | --- | --- | --- | --- | --- | --- | --- | --- | --- | ------ | ---- |
| 2014 | Trident Racing | ESP | ESP | AUT | AUT | GBR | GBR | GER | GER | HUN | HUN | BEL | BEL | ITA | ITA | RUS | RUS | UAE | UAE | 0      | –    |
| 2014 | Trident Racing |     |     |     |     |     |     |     |     |     |     | DNS | DNS |     |     |     |     |     |     | 0      | –    |
| 2015 | Campos Racing  | ESP | ESP | AUT | AUT | GBR | GBR | HUN | HUN | BEL | BEL | ITA | ITA | RUS | RUS | BRN | BRN | UAE | UAE | 0      | 29.  |
| 2015 | Campos Racing  |     |     |     |     |     |     |     |     |     |     |     |     | 17  | 16  | 18  | 17  | DNS | 20  | 0      | 29.  |
| 2016 | Campos Racing  | ESP | ESP | AUT | AUT | GBR | GBR | HUN | HUN | GER | GER | BEL | BEL | ITA | ITA | MAS | MAS | UAE | UAE | 8      | 19.  |
| 2016 | Campos Racing  | 17  | 21  | 18* | DNF | 20  | 13  | 16  | 17  | DNF | 15  | 17  | DNF | 17  | 14  | 17  | 17  | 8   | 6   | 8      | 19.  |

### Einzelergebnisse in der World Series Formel V8 3.5
| Jahr | Team                  | 1   | 2   | 3   | 4   | 5   | 6   | 7   | 8   | 9   | 10  | 11  | 12  | 13  | 14  | 15  | 16  | 17  | 18  | Punkte | Rang |
| ---- | --------------------- | --- | --- | --- | --- | --- | --- | --- | --- | --- | --- | --- | --- | --- | --- | --- | --- | --- | --- | ------ | ---- |
| 2017 | Teo Martín Motorsport | SIL | SIL | SPA | SPA | MNZ | MNZ | JER | JER | ALC | ALC | NÜR | NÜR | MEX | MEX | COA | COA | BRN | BRN | 94     | 8.   |
| 2017 | Teo Martín Motorsport | 8   | 5   | 10  | 11  | 8   | 7   | 8   | 7   | 6   | DNF | 9   | 4   | 4   | 3   | DNF | 8   |     |     | 94     | 8.   |
| 2017 | SMP Racing by AVF     |     |     |     |     |     |     |     |     |     |     |     |     |     |     |     |     | 7   | DNF | 94     | 8.   |

### Le-Mans-Ergebnisse
| Jahr | Team                 | Fahrzeug       | Teamkollege      | Teamkollege      | Platzierung | Ausfallgrund |
| ---- | -------------------- | -------------- | ---------------- | ---------------- | ----------- | ------------ |
| 2019 | Arc Bratislava       | Ligier JS P217 | Miroslav Konôpka | Henning Enqvist  | Ausfall     | Unfall       |
| 2020 | Duqueine Engineering | Oreca 07       | Tristan Gommendy | Jonathan Hirschi | Ausfall     | Unfall       |